# El hombre de papel
El hombre de papel es una película de drama mexicana de 1963 producida, escrita y dirigida por Ismael Rodríguez y protagonizada por Ignacio López Tarso, Alida Valli y Luis Aguilar. Esta película está basada en el libro de Luis Spota, El Billete y realizada con la colaboración de Ricardo Garibay, Mario Hernández, Pedro de Urdimalas y Fernando Morales Ortiz.

## Argumento
Adán (López Tarso) es un pepenador mudo que recoge y vende cartón. Su única compañía es un perro, el cual es atropellado al inicio de la película. A lo largo de la trama se da a entender que Adán, a pesar de ser analfabeto y discapacitado, tiene la habilidad de saber si la gente lo engaña, mirándola a los ojos.
De manera paralela, un hombre acusa a un adolescente de haberle robado su dinero; la policía lo atrapa, y este le devuelve el dinero, pero el hombre insiste que le hace falta un billete de $10,000, el cual no estaba a la vista en la cartera, pues lo había guardado tras una estampa religiosa. Él confiesa que solo tomó el dinero visible, y tiró la cartera. Adán la encuentra y la toma como suya, pero sin darse cuenta del billete que llevaba escondido.
Después de hacerle una tumba al perro afuera de su jacal, Adán se queda solo, pero aún con el anhelo de tener por lo menos un hijo que le haga compañía. Un día encuentra a un niño abandonado y lo adopta como si fuera un hijo. Torcuato, su mejor amigo y conductor de un camión de mudanzas, urge a Adán a llevar al niño a una delegación de policía para que no lo acusen de robo de infantes. Adán, a regañadientes, acepta, pero rompe el parabrisas del camión de Torcuato, ocasionando el enojo de éste.
Adán se encuentra constantemente con un ventrílocuo alcohólico venido a menos (Luis Aguilar)  y su muñeco Titino. El mudo está, al mismo tiempo, incomodado pero fascinado por Titino, y su aparente habilidad para hablar solo. El ventrílocuo aprovechará más de una ocasión para estafar a Adán.
Cuando la chica que le gusta huye con un chofer de un camión de materiales, Torcuato, ya reconciliado, anima a Adán a que se endurezca el corazón, visitando a unas prostitutas.
En la zona roja, Adán hace amistad con una prostituta (Alida Valli), a quien le pide un hijo. La prostituta se burla pero acepta que la siga frecuentando, incluso lo invita a un día de campo a Chapultepec. Ahí, la hija pequeña de la prostituta, al jugar con la cartera de Adán, descubre el billete oculto y lo coloca con los otros. Tiempo después, Adán descubre el billete de $10,000 e intenta cambiarlo, dándose cuenta de que no es un billete ordinario.
Intrigado, va a preguntarle a la mujer que le compra el cartón sobre la denominación del billete, cometiendo el error de mostrárselo. Ella intenta engañarlo tratando de "guardárselo", pero Adán se da cuenta y huye del lugar. Los demás pepenadores se enteran de que Adán tiene un billete grande, y deciden quitárselo. 
Adán corre a refugiarse con la prostituta a quien intenta convencer de que le dé un hijo, y a cambio, la mantendrá a ella y al bebé con el billete. La prostituta le sigue el juego pero trata de quitarle el billete. Lo convence para cambiarlo en el banco, y repartirse el dinero. Le da ropa formal al mudo para que no sospechen de él por su pinta de vagabundo pero despiertan sospechas en el banco, y Adán decide huir con su billete, para evitar problemas.
Adán va con Torcuato, a quien le cuenta la situación; la mujer de Torcuato despierta su ambición y le grita a su marido que no le devuelva el billete; tras una breve pelea, en donde Torcuato resulta descalabrado, Adán huye. Torcuato se da cuenta de lo que ha causado la ambición de su mujer, y fuera de cuadro, la golpea por haber arruinado la amistad.
Después, Adán intenta regresar a su casa, pero a lo lejos se da cuenta de que la policía, los pepenadores, y la prostituta, lo están buscando, e incluso la policía tiene sospechas de falsificación o de robo. En cualquier caso, Adán sufriría las consecuencias, al no poder demostrar la procedencia del billete. Ante esto, decide irse del lugar.
El mudo intenta cambiar el billete con un anticuario, pero se da cuenta de que lo está engañando, así que decide irse. Tras vagar por la ciudad y fantasear lo que hará con el billete (comprar la Torre Latinoamericana, por ejemplo), llega a un orfanatorio, en donde se entrevista con la directora, armando una pantomima en donde dice que quiere adoptar a un niño. La directora le niega la adopción. Adán, frustrado, le muestra el billete, dándole a entender que con él mantendrá al niño e incluso comprará una casa. La directora le dice que ese billete vale mucho menos de lo que él piensa, y Adán descubre que la directora no lo engaña, además, entiende que ese billete en su mundo vale mucho, pero en otros estratos sociales, es apenas un billete más. La directora alienta a Adán para que consiga compañera.
Después, Adán se reencuentra con Titino y su ventrílocuo. Adán ofrece comprarle el muñeco, y el ventrílocuo se niega. Pero al ver el billete, accede, convenciendo a Adán de que Titino habla gracias a un sofisticado mecanismo de cuerda y transistores. Adán no se da cuenta del engaño, y el ventrílocuo advierte a Adán que debe esperar varias horas antes de sacar a Titino de su estuche. Adán se aleja con el muñeco; tras un diálogo interno sobre rehacer su vida, el ventrílocuo llega a un bar, en donde gastará todo el dinero.
Adán se refugia en unas ruinas, y no puede dormir, esperando el amanecer para poder sacar a Titino, y fantasea que éste lo ayudará a conseguir pareja. Al amanecer, Adán, ilusionado, saca a Titino del estuche, "dándole cuerda" y esperando que hable. Al ver que ha sido engañado y que Titino está hueco por dentro, intenta destrozarlo, y lo arroja contra una pared.
Desconsolado y lloroso, Adán encuentra un cachorro desamparado entre las ruinas, y lo carga. Cerca, pasa una muchacha que lo saluda alegremente. Recordando las palabras de aliento de la directora del orfanatorio, Adán aborda a la joven, quien parece no tenerle miedo, además de entenderlo sin ningún esfuerzo.

## Reparto
- Ignacio López Tarso como Adán
- Alida Valli como La Prostituta
- José Ángel Espinoza «Ferrusquilla» como Torcuato
- Luis Aguilar como El ventrílocuo
- La voz de Carlos Monroy como El muñeco "Titino"
- Susana Cabrera
- Alicia del Lago
- Dolores Camarillo
- Carlos Ancira
- Guillermo Orea
- Pedro de Urdimalas
- Rita Macedo
- Columba Domínguez
- David Silva
- Noé Murayama
- Julio Aldama
- Dacia González
- Julio Alemán (aparición incidental)
- Fanny Kaufman «Vitola»
- Pedro Vargas
- Lola Beltrán